# Manoir de Belleau-Belleau
Le manoir de Belleau-Belleau est un édifice situé à Livarot-Pays-d'Auge, en France.

## Localisation
Le manoir est situé sur le territoire de Notre-Dame-de-Courson, devenue le 1er janvier 2016 une commune déléguée au sein de la commune nouvelle de Livarot-Pays-d'Auge.

## Historique
La famille de Belleau est localisée à Notre-Dame-de-Courson du XIVe siècle au XVIIIe siècle
. 
L'édifice est daté du début du XVIIe siècle. 
Il est remanié au cours dès le XVIIe siècle et au XVIIIe siècle, des lambris étant ajoutés. Les lucarnes sont modifiées ou ajoutées, une date 1696 étant gravée.
L'édifice fait l'objet d'une mesure de protection au titre des Monuments historiques  car le manoir et la chapelle sont inscrits en date du 2 septembre 1997.
Le manoir est proposé en chambre d'hôtes de nos jours.

## Architecture
Le manoir est un ensemble homogène constitué de pierres et de briques, avec une façade typique de la fin du XVIe siècle.
Le manoir est un quadrilatère avec deux pavillons en saillie, possédant chacun une cheminée.
Face au manoir se situent une chapelle rectangulaire du XVIIe siècle ou du XVIIIe siècle et les écuries. La chapelle est dédiée à saint Hubert. Le bâtiment qui lui fait face est peut-être le logement du chapelain. 
Le décor intérieur du manoir est riche avec pavages, portes sculptées, cheminées et trompe-l'œil.